# Xã Victoria, Quận Jefferson, Arkansas
Xã Victoria (tiếng Anh: Victoria Township) là một xã thuộc quận Jefferson, tiểu bang Arkansas, Hoa Kỳ. Năm 2010, dân số của xã này là 222 người.